# Frankenberg
Frankenberg (pronunciación en alemán: /ˈfʁaŋkn̩ˌbɛʁk/ⓘ) es un municipio situado en el distrito de Sajonia Central, en el estado federado de Sajonia (Alemania), a una altitud de 262 metros. Su población a finales de 2016 era de unos 14 300 habitantes y su densidad poblacional, 220 hab/km².